# Dufourea boharti
Dufourea boharti är en biart som beskrevs av Hurd och Jesus Santiago Moure 1987. Dufourea boharti ingår i släktet solbin, och familjen vägbin. Inga underarter finns listade i Catalogue of Life.